# Patrocinio deportivo

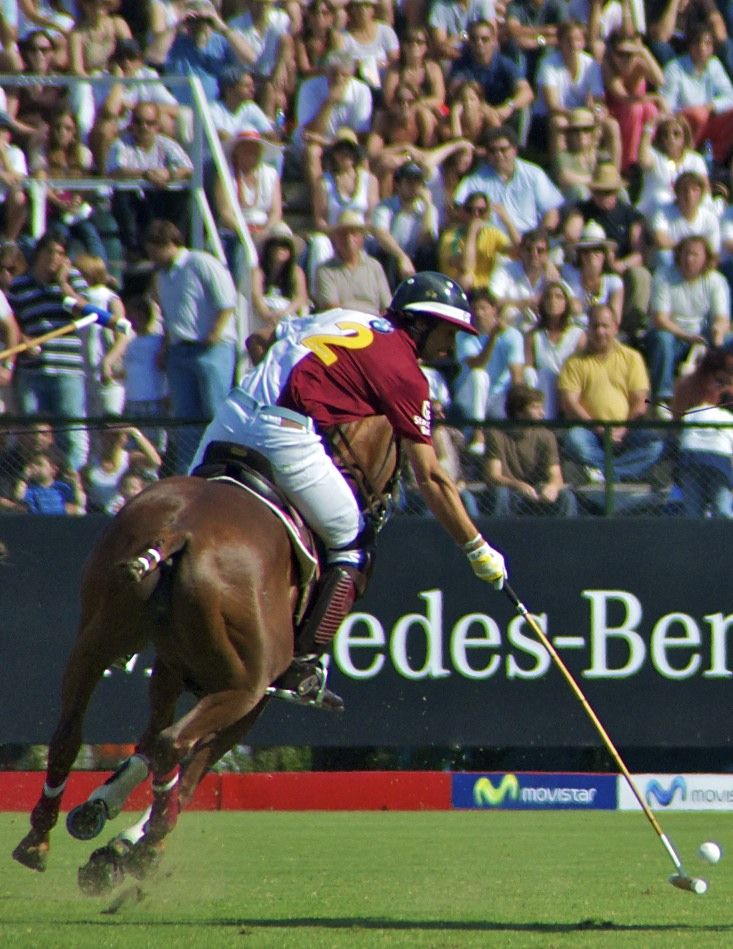
Patrocinio deportivo

El patrocinio deportivo es un tipo de patrocinio especializado en el deporte así como en los valores que el deporte pueda transmitir asociando una marca o producto a un club, deportista, evento o instalación deportiva.
Desde principios del siglo XX, el deporte se ha transformado desde un mero hobby o actividad física saludable en un sector económico de gran relevancia, lo cual provoca la profesionalización de los deportistas, del propio sector y de todos sus niveles.
Un sector tan amplio que no se reduce tan solo a los equipos profesionales del más alto nivel, sino que engloba a su vez tanto pabellones deportivos municipales con su oferta de actividades, como de los clubes y gimnasios privados, la venta de material deportivo, el patrocinio de una entidad deportiva por parte de una determinada empresa comercial, o la organización de macro eventos deportivos (Olimpiadas, competiciones de alcance europeo, mundial, etc.).

## Motivos
Se puede realizar un análisis de aquellos factores que han venido impulsando en el transcurso de los últimos años el desarrollo del patrocinio deportivo:
- La utilización del patrocinio por parte de los anunciantes de las industrias tabaquera y del alcohol a fin de salvar barreras legales y su progresiva prohibición
- El cambio en las reglas de juego de la publicidad en televisión, la mayor complejidad de este medio y la contribución del patrocinio televisivo en la superación de la nueva situación a afrontar
- La progresiva importancia de la imagen como instrumento de diferenciación de la competencia y de la saturación de mensajes en los medios de comunicación tradicionales;
- La creciente actitud crítica del consumidor para con la publicidad, la situación de prevención frente a los mensajes publicitarios que la misma genera en los consumidores, así como la necesidad de superar esa barrera, y finalmente
- El hecho de que la valoración del tiempo de ocio y su incidencia en la vida personal del individuo sea cada vez más alta (la posibilidad que el patrocinio ofrece de salvar la anterior barrera preventiva, en la medida que se apoyan actividades encuadradas en el tiempo del ocio del individuo)

## Factores a tener en cuenta
El patrocinio deportivo es un intercambio entre dos actores principales: el evento, club, etc. y el patrocinador.
Hay una serie de aspectos que se deben tomar en consideración, tanto la entidad cuando elabora el proyecto y decide seleccionar las empresas a quien enviarlo, como el potencial patrocinador cuando reciba el proyecto y elija a quien patrocinará.
- Las características y audiencia. No es lo mismo si vamos a tener un público de cien personas que de cien mil.
- El lugar dónde se desarrolla la actividad deportiva. El marco territorial es muy importante. Hay algunos patrocinadores que estarán interesados en un patrocinio local, provincial, nacional o global.
- Duración del contrato entidad deportiva-patrocinador.
- Características de la organización. Tampoco es lo mismo hablar de una organización más reconocida que una menos conocida, una organización mayor o menor, qué valores transmite, etc.
- Difusión mediática. Es importante saber qué medios van a cubrir la noticia.
- Presupuesto. En el patrocinio deportivo, como en cualquier otra interacción, es importante presentar un presupuesto que se ajuste a la realidad y seleccionar al patrocinador/proyecto tomándolo en consideración. Es decir, es muy difícil que el BBVA sí invierta en un presupuesto demasiado pequeño, por ejemplo.
- Contrapartida del patrocinador. Las contrapartidas se tiene muy en cuenta en el patrocinio deportivo, mucho más que en otro tipo de patrocinio. Una de las primeras premisas del patrocinador es saber la visibilidad que tendrá: en qué lugar aparecerá su logo, cuántas veces será visto, etc. Los espacios publicitarios que se ofrecerán a cambio del patrocinio deportivo deben estar muy definidos. Otros patrocinadores también tienen en cuenta si pueden distribuir merchandising o incluso distribuir sus productos en el lugar del evento deportivo.

Es por esto que es fundamental contar con unas herramientas de control de la difusión de la marca en el patrocinio para saber el alcance e impacto en los medios de la acción llevada a cabo por la empresa y el retorno de la inversión.